# 赫拉尔多·阿特亚加
赫拉尔多·阿特亚加（西班牙語：Gerardo Arteaga，1998年9月7日—），墨西哥男子足球运动员，场上位置是边后卫。現效力於墨西哥足球超級聯賽球隊蒙特雷。墨西哥國家足球隊成員。他曾代表墨西哥国家队参加2022年国际足联世界杯，结果队伍止步小组赛阶段。